# Bitches Brew
Bitches Brew è un album discografico di Miles Davis, pubblicato nel 1970 dalla Columbia Records. Considerato una dei capolavori del genere jazz e uno dei dischi più influenti e importanti di sempre, ha vinto un Grammy Award nel 1971 come miglior album jazz strumentale e nel 1999 il Grammy Hall of Fame Award.  Vendette più di mezzo milione di copie e rappresenta il secondo miglior successo commerciale della storia del jazz, dopo Kind of Blue (1959) dello stesso Davis.
Ebbe un grande successo di pubblico, sia tra gli amanti del rock che tra gli appassionati di jazz e fu primo nella classifica USA degli album jazz, anche se molti amanti del jazz tradizionale lo rifiutarono.
La copertina, opera di Mati Klarwein, e l'atmosfera del disco sono un riferimento all'Africa, humus culturale cui Miles Davis attinge per le composizioni dell'album. Elementi che caratterizzano il lavoro sono: l'uso di strumenti elettrici, la massiccia post-elaborazione delle registrazioni in studio, la dissoluzione della struttura classica della forma "canzone" in favore della libera improvvisazione, l'assenza di melodie memorizzabili, e la lunga durata dei pezzi.

## Descrizione
(Miles Davis)

### Origine e storia
(Miles Davis nella sua autobiografia come riportato da Luca Cerchiari nel suo saggio su Miles Davis, pag. 192-193)
Bitches Brew, come spesso erroneamente viene asserito, non è il primo disco jazz-rock della storia. Oltre al precedente In a Silent Way dello stesso Davis, l'album venne preceduto anche dall'LP Emergency! dei Lifetime di Tony Williams uscito nel maggio 1969, ma è sicuramente l'opera nella quale ha pieno compimento la metamorfosi del sound di Miles Davis che si distanzia ampiamente dal jazz tradizionale irrompendo nei territori del rock.
La prima sessione per l'album ebbe luogo il giorno dopo la conclusione del Woodstock Festival che fece conoscere al mondo il popolo del rock con tutte le sue implicazioni sociologiche connesse. In particolare, le influenze principali nell'ideazione e composizione di Bitches Brew furono quelle della moglie Betty Davis, di  Sly Stone, Jimi Hendrix, James Brown.
Alla Columbia, Miles, i cui contratti erano ora considerati sproporzionati rispetto al suo profilo commerciale, fu messo sotto pressione dal nuovo presidente, Clive Davis, che aveva messo sotto contratto Sly Stone, i Chicago, e altri gruppi di successo. Questo non fece che rafforzare la sua decisione di continuare a mantenere il contatto col pubblico anche a costo di abbandonare molte delle caratteristiche di tutta la sua musica precedente (strumenti, tecniche compositive, metodi di produzione) e molto del suo pubblico tradizionale. In altre parole, Davis aveva ben chiaro che non avrebbe potuto riconquistare l'attenzione del pubblico continuando la vena postboppistica e che doveva in qualche modo partecipare alle innovazioni che erano state portate dal rock. Questa transizione richiedeva nuovi musicisti e, per la prima volta, anche nuovi strumenti. La musica a cui era interessato gli richiedeva di utilizzare strumenti elettrici, effetti elettronici, e, in studio, registrazioni multitraccia.
I profondi cambiamenti nello stile e nei concetti musicali di Miles Davis che portarono alla fusione di jazz e rock, si svolsero principalmente in studio di registrazione ma si esplicarono anche nel corso delle esibizioni dal vivo. Clive Davis, futuro presidente della Columbia Records, aveva convinto Miles ad esibirsi in locali come il Fillmore East di New York, anziché in piccoli club come aveva fatto in precedenza. Questa apertura verso una fetta di pubblico più ampia, portò a curiose commistioni di artisti musicali dallo stile differente che si esibirono sullo stesso palco. A proposito di questo è emblematico il cartellone degli artisti in programma al Fillmore East nella serata del 6 marzo 1970 che comprendeva la band di Miles Davis, la Steve Miller Band, e il gruppo di Neil Young, i Crazy Horse.
Circa nello stesso periodo anche il look di Davis subì delle modifiche radicali come riflesso delle sue nuove scelte musicali. Il musicista iniziò ad indossare giacche di pelle, vistosi occhialoni neri, camicie dai colori psichedelici, un abbigliamento eccentrico del tutto simile a quello dei musicisti rock dell'epoca.

### Titolo
Il titolo dell'album, l'espressione "bitches brew", è un gioco di parole. In inglese esiste l'espressione "witches brew", che può significare "intruglio magico", "calderone delle streghe" o, in senso più ampio, "diavoleria". La parola bitch ha diversi significati: nell'uso colloquiale viene usata abitualmente come termine dispregiativo (o di forte apprezzamento) verso una donna (definita "cagna", "puttana"), mentre l'aggettivo derivato bitching sta per "fantastico, eccezionale". In questo senso l'autore vorrebbe quindi dire "questa musica è roba buona". La traduzione letterale "brodo di cagne", che talvolta viene proposta, è fuorviante in italiano nel far comprendere appieno il complesso gioco di parole voluto da Davis.

### La copertina
La celebre copertina pop-surrealista dell'album, opera dell'artista Mati Klarwein che in precedenza si era occupato di disegnare la copertina dell'LP Abraxas di Carlos Santana, è anch'essa emblematica del cambiamento di stile nella musica di Miles contenuta nell'opera. A Klarwein venne commissionata un'illustrazione incentrata sulla dualità. Il disegno di copertina raffigura una coppia abbracciata che guarda lontano verso l'orizzonte oltre il mare e che si fonde con le nubi, un fiore che è anche fuoco, due mani che si intrecciano e che si tramutano in un volto bifronte, nero e bianco, rivolto verso il cielo azzurro da un lato e verso la notte stellata dall'altro. Tutti e due i volti sono imperlati di sudore ma sul viso bianco esso è simile a sangue. Sul retro di copertina vi sono altre due figure, un indigeno Wodaabe in piedi, nell'estasi di una cerimonia religiosa, e in basso a sinistra un'altra figura dal sesso indefinito assorta, pensosa e avvolta nell'ombra.
Esiste una differenza tra la copertina originale dell'LP pubblicato nel '70, e quella della ristampa in CD del '99 (quella con inclusa la bonus track Feio). Nella versione originale i colori sono più tenui mentre nella versione CD sono decisamente più accesi e differiscono anche cromaticamente in alcuni punti. Nella versione estesa su 3 CD, pubblicata nel 2010 per il quarantesimo anniversario di Bitches Brew, è stata reintrodotta la copertina con la colorazione originale.

### Registrazione
Bitches Brew è stato registrato in soli tre giorni: il 19-20-21 agosto del 1969. Sono stati utilizzati diversi strumenti elettrici, come pianoforte, basso e chitarra elettrica, e la musica si discosta dai ritmi abituali del jazz tradizionale, adottando un nuovo stile, fatto di improvvisazioni influenzate dalla musica funk. Davis e i suoi musicisti entrarono nello Studio B della Columbia sulla cinquantaduesima strada a New York il 19 agosto del 1969. In tre giorni di session, Miles e il produttore Teo Macero registrarono tutto il materiale come fosse una lunga jam session, senza fermare mai il nastro. Contrariamente alla leggenda che vuole Bitches Brew essere il prodotto più di Clive Davis e Teo Macero che di Miles Davis, nella sua autobiografia Miles afferma di aver coadiuvato e guidato i musicisti con un preciso progetto in mente come un direttore d'orchestra. L'improvvisazione collettiva in sala di incisione era stata già sperimentata in passato da altri musicisti d'avanguardia come Ornette Coleman e John Coltrane, ma Davis volle che ogni strumento, oltre che l'espressione dell'individualità dell'esecutore, fosse anche amalgamato insieme agli altri in un caleidoscopio sonoro alla maniera delle orchestrazioni di Gil Evans.
Davis diresse con la sua tromba un nutrito gruppo di musicisti convocati appositamente in studio: 
- due batterie (Jack DeJohnette e Lenny White),
- due strumenti a percussione (Don Alias e Juma Santos),
- un sassofono (quello soprano di Wayne Shorter),
- un clarinetto basso (Bennie Maupin),
- tre pianoforti elettrici (Chick Corea, Joe Zawinul, Larry Young),
- due bassi (quello acustico di Dave Holland e quello elettrico di Harvey Brooks),
- la chitarra solista di John McLaughlin.

Il tutto unito per creare una musica d'avanguardia, distorta, dissonante e piena di echi e riverberi, grazie anche agli effetti sonori del produttore Teo Macero, aggiunti in fase di post-produzione.

### Descrizione dei brani

#### Pharaoh's Dance
La prima traccia dell'album, "la danza del faraone", dura circa 20 minuti e occupa tutta la prima facciata del doppio LP. L'autore è Joe Zawinul, che qui sviluppa il concetto di In a Silent Way arricchendone la struttura con gli interventi improvvisati e dark del clarinetto basso di Bennie Maupin. La traccia contiene ben 19 edit nel corso delle varie sezioni, un'imponente opera di "taglia e cuci" messa in atto in studio dal produttore Teo Macero. L'introduzione è interamente costruita in studio, utilizzando i cicli di ripetizione di alcune sezioni. Più avanti sono presenti molte micro-modifiche: ad esempio, un frammento di un secondo che appare per la prima volta a 8:39 è ripetuto cinque volte tra 8:54 e 8:59.

#### Bitches Brew
Con i suoi 27 minuti di durata, la title track è il pezzo più lungo dell'album. Inizia con un "botta e risposta" simile a una scala, con un prologo composto per poi proseguire come una jam session. La tromba di Davis, raddoppiata con un effetto di studio, crea una vera e propria "atmosfera" ipnotica. Il brano contiene 15 modifiche in post-produzione, ancora una volta eseguite dal produttore con l'utilizzo di diversi brevi loop di nastro (a 3:01, 3:07, 3:12 e poi ancora a 21:48).

#### Spanish Key
Prima traccia del terzo lato, Spanish Key è caratterizzata da un tempo veloce, abbastanza rock. Il titolo si rifà alla base tonale della sua composizione, cioè quella già incontrata da Davis nella musica folkloristica spagnola durante il lavoro svolto nel 1960 per l'album Sketches of Spain. Il tema principale è affidato alla tromba di Davis e poi sviluppato da tutti i solisti in grande libertà. In primo luogo Wayne Shorter suona note rilassate al sax soprano, seguito dalla chitarra funky di McLaughlin. Nell'ultima parte del brano, le percussioni alzano il ritmo generale mentre vengono accompagnate dallo spettrale suono del clarinetto basso di Maupin.

#### John McLaughlin
È la traccia più breve, una sorta di intermezzo musicale guidato dal piano elettrico di Chick Corea, nel quale Miles Davis non suona. Sul tappeto sonoro fornito dal pianoforte elettrico, la chitarra solista di John McLaughlin (a cui il pezzo è intitolato) ha la possibilità di sbizzarrirsi in improvvisazioni libere da schemi prefissati. Originariamente la traccia era intesa come una sezione del brano Bitches Brew, ed effettivamente venne suonata durante la jam session dalla quale scaturì suddetto brano, per poi essere "estratta" e pubblicata singolarmente.

#### Miles Runs the Voodoo Down
Uno dei pezzi più noti dell'album, inizia con il quarto lato del disco. Il brano si regge su un semplice riff di basso di impostazione blues. Una versione opportunamente accorciata ed editata venne pubblicata come singolo in accoppiata con Spanish Key, riscuotendo un discreto successo nei juke box newyorchesi. Si tratta della traccia dove è più intuibile l'influenza della musica di Jimi Hendrix, e il titolo stesso del brano riecheggia chiaramente Voodoo Child (Slight Return) dello stesso Hendrix, pubblicata l'anno precedente sull'album Electric Ladyland.

#### Sanctuary
L'album si conclude con una versione di Sanctuary, un brano di Wayne Shorter che era stato in precedenza registrato in forma di brano sentimentale all'inizio del 1968, ma del quale venne data una interpretazione radicalmente diversa in Bitches Brew. Si inizia con Davis e Chick Corea che improvvisano sul tema dello standard I Fall in Love too Easily prima che Davis inizi a suonare il tema vero e proprio di Sanctuary. Poi, i fiati ripetono la melodia più e più volte, mentre la sezione ritmica accresce l'intensità dell'esecuzione. La traccia è dominata dalla presenza della tromba di Miles, che utilizza un fraseggio ampio e lirico dai forti accenti ritmici.

## Pubblicazione
In una prima fase iniziale dopo la conclusione delle sessioni di registrazione in studio, dopo le lunghe operazioni di post-produzione, non era ancora ben chiaro se sarebbe stato pubblicato un album singolo o un doppio LP. Esiste un memorandum della CBS datato 3 novembre 1969 con una prima revisione dell'album in uscita che avrebbe dovuto intitolarsi Listen to This, un disco singolo con data di pubblicazione prevista per febbraio. A questo stadio le tracce presenti nell'album progettato erano le seguenti:
Lato 1: 1 Listen to This, 2 Starts Here, 3 Ends There
Lato 2: 4 Bitches Brew
I brani presenti sul lato 1 sarebbero poi stati reintitolati Pharaoh's Dance. Il 14 novembre viene deciso su espressa volontà di Miles Davis che il titolo dell'album in uscita sia Bitches Brew. Soltanto il 13 gennaio 1970 viene decisa la forma definitiva nella quale l'album verrà pubblicato preceduto dal singolo promozionale Spanish Key / Miles Runs the Voodoo Down (Columbia 4-45171): album doppio con l'inserimento anche degli altri titoli registrati durante le sessioni.
Pubblicato nell'aprile del 1970,, l'album, con il suo titolo shock e la sua copertina psichedelica, non passò inosservato.
Secondo alcuni, Bitches Brew è l'album di jazz che ha venduto più copie: altri hanno contestato i dati, e alcuni hanno detto che non si tratta di jazz. Sicuramente fu il primo disco d'oro di Davis e vendette più di mezzo milione di copie, proiettando Miles tra le stelle della scena rock, con i quali, subito dopo, Miles iniziò a partecipare ai grandi concerti allora in voga (a partire dal concerto al Fillmore di San Francisco con i Grateful Dead). Partecipò anche a concerti con Carlos Santana e la Steve Miller Band, accettando ingaggi ridotti pur di poter prendere parte a questo tipo di eventi. Tra gli appassionati di jazz, furono molti ad accusare Davis di essersi venduto, e i suoi accresciuti guadagni furono indicati come prova.
(Miles Davis)
In questo periodo, Davis diede concerti col cosiddetto "quintetto perduto", di cui non esistono registrazioni, con Shorter, Corea, Holland e DeJohnette, suonando materiale tratto da Bitches Brew, In a Silent Way, e dal repertorio del precedente quintetto. La formazione continuò poi ad evolvere in direzione funk, con la sostituzione di Shorter con Steve Grossman, l'inserimento di Keith Jarrett come secondo tastierista e il passaggio completo di Holland al basso elettrico.
Questi gruppi produssero diversi album dal vivo: Live at the Fillmore East, March 7, 1970: It's About That Time (Marzo 1970; ultima apparizione di Shorter col gruppo), Black Beauty: Miles Davis at Fillmore West (Aprile 1970 con Steve Grossman) e Miles Davis at Fillmore: Live at the Fillmore East che vede l'ingresso di Keith Jarrett, affiancato a Chick Corea.

### Critica
| Recensione                    | Giudizio |
| ----------------------------- | -------- |
| AllMusic                      | [ 22 ]   |
| Entertainment Weekly          | A        |
| Rolling Stone                 | [ 24 ]   |
| Robert Christgau              | A−       |
| Mojo                          |          |
| Encyclopedia of Popular Music | [ 25 ]   |
| The Penguine Guide to Jazz    |          |
| Pitchfork                     | [ 26 ]   |

Bitches Brew fu un punto di svolta epocale per il jazz moderno. Davis aveva già dato il via a due dei maggiori movimenti jazzistici del secolo, il cool e il modal jazz, ed era in procinto di iniziare un altro grosso cambiamento stilistico. Qualche critico dell'epoca definì la musica di Davis semplicemente come "oscura" e "fuori di testa", il che rimanda a quello che Jack Lang, Ministro della Cultura francese, aveva detto a proposito di Davis descrivendolo "il Picasso del jazz" quando lo nominò "Cavaliere della Legione d'Onore Francese" nel luglio del 1991. Alcuni fan di jazz e anche qualche musicista, sentivano che ormai il nuovo album di Miles stava spingendosi troppo ai limiti, e che quasi non era più jazz. Un critico scrisse che "Davis traccia una linea di demarcazione sulla sabbia che molti fan del jazz non oltrepasseranno mai, e nemmeno lo perdoneranno per averla tracciata." Il batterista e critico jazz Stanley Crouch arrivò a definire Bitches Brew punto di svolta e inizio di una "svendita" commerciale del musicista, definendo l'album pieno di lunghi pezzi senza forma, che non andavano da nessuna parte.
D'altro canto, molti fan, critici, e musicisti videro il disco come qualcosa di importante, vitale ed influente nel panorama musicale dell'epoca. In una intervista del 1997, il batterista Bobby Previte riassunse i suoi sentimenti verso Bitches Brew: «Beh, era innovativo, ecco tutto. Quanta musica innovativa si sente oggigiorno? Era musica che avevi la sensazione di non avere mai sentito prima. Venuta da qualche altro luogo. Quanta musica ti fa sentire così al giorno d'oggi?». L'influente The Penguin Guide to Jazz dà a Bitches Brew una valutazione di quattro stellette (su quattro), descrivendolo come "uno dei momenti di maggiore creatività dell'ultimo mezzo secolo, in qualsiasi espressione artistica.". Nel 2003, l'album si è classificato alla posizione numero 94 nella lista dei 500 migliori dischi di sempre redatta dalla rivista Rolling Stone.
Il critico jazz Arrigo Polillo definì Bitches Brew: "di gran lunga il miglior disco del Davis elettronico" nel suo libro Jazz – La vicenda e i protagonisti della musica afro-americana del 1975.
In conclusione, resta comunque molto ostico spiegare e far risaltare l'importanza del disco a chi non ama il jazz. Le composizioni sono realmente molto complesse. Per esempio, la canzone che dà il titolo all'album, Bitches Brew, dura ben 27 minuti, e anche se il pezzo varia, il suo jazz-rock sincopato quasi del tutto privo di melodia può risultare di difficile assimilazione al primo ascolto.

Per la realizzazione di un'opera così complessa e difficile, Davis replicò il copione già sperimentato per Kind of Blue e In a Silent Way, portando in studio solo semplici sequenze di due, tre accordi e indicazioni dinamiche e ritmiche, lasciando per il resto carta bianca all'intuizione dei musicisti, sotto la sua supervisione.

## Tracce
- Tutte le tracce furono composte da Miles Davis, eccetto dove è espressamente indicato.

Lato 1
1. Pharaoh's Dance (Joe Zawinul) – 20:00

Lato 2
1. Bitches Brew – 26:59

Lato 3
1. Spanish Key – 17:29
2. John McLaughlin – 4:26

Lato 4
1. Miles Runs the Voodoo Down – 14:04
2. Sanctuary (Shorter) – 10:52

### Bonus track CD (1999)
- Brano extra inedito contenuto nella riedizione CD pubblicata nel 1999, registrato nei primi mesi del 1970.

1. Feio (Shorter) – 11:51

## 40th Anniversary Legacy Edition (2010)
CD 1
1. Pharaoh's Dance – 20:00
2. Bitches Brew – 26:59
3. Spanish Key – 17:29
4. John McLaughlin – 4:26

CD 2
1. Miles Runs the Voodoo Down – 14:03
2. Sanctuary – 10:59
3. Spanish Key (alternate take) – 10:23
4. John McLaughlin (alternate take) – 6:39
5. Miles Runs the Voodoo Down (single edit) – 2:51
6. Spanish Key (single edit) – 2:51
7. Great Expectations (single edit) – 2:43
8. Little Blue Frog (single edit) – 2:36

CD 3DVD Live Copenaghen 1969
1. Directions – 7:14
2. Miles Runs the Voodoo Down – 9:40
3. Bitches Brew – 15:35
4. Agitation – 10:28
5. I Fall in Love Too Easily – 3:39
6. Sanctuary – 3:29
7. It's About That Time/The Theme – 19:52

## Formazione

### Registrazione e Formazione
Bitches Brew
John McLaughlin
Sanctuary (Shorter)
Registrazione Columbia Studio B, New York City 19 agosto, 1969
- Miles Davis - tromba
- Wayne Shorter - sax soprano
- Bennie Maupin - clarinetto basso
- Joe Zawinul - piano elettrico - Sinistro
- Chick Corea - piano elettrico - Destro
- John McLaughlin - chitarra elettrica
- Dave Holland - contrabbasso
- Harvey Brooks - basso elettrico
- Lenny White - batteria - Sinistra
- Jack DeJohnette - batteria - Destra
- Don Alias - congas
- Juma Santos (accreditato come "Jim Riley") - Shaker, congas
- In John McLaughlin senza Davis e Brooks
- In Sanctuary senza Maupin, Brooks e White

Miles Runs the Voodoo Down
Registrazione Columbia Studio B, New York City 20 agosto, 1969
- Miles Davis - tromba
- Wayne Shorter - sax soprano
- Bennie Maupin - clarinetto basso
- Joe Zawinul - piano elettrico - Sinistro
- Chick Corea - piano elettrico - Destro
- John McLaughlin - chitarra elettrica
- Dave Holland - basso elettrico
- Harvey Brooks - basso elettrico
- Don Alias - batteria - Sinistra
- Jack DeJohnette - batteria - Destra
- Juma Santos (accreditato come "Jim Riley") - congas

Spanish Key
Pharaoh's Dance (Joe Zawinul)
Registrazione Columbia Studio B, New York City 21 agosto, 1969
- Miles Davis - tromba
- Wayne Shorter - sax soprano
- Bennie Maupin - clarinetto basso
- Joe Zawinul - piano elettrico - Sinistro
- Larry Young - piano elettrico - Centro
- Chick Corea - piano elettrico - Destro
- John McLaughlin - chitarra elettrica
- Dave Holland - basso
- Harvey Brooks - basso elettrico
- Lenny White - batteria - Sinistra
- Jack DeJohnette - batteria - Destra
- Don Alias - Congas
- Juma Santos (accreditato come "Jim Riley") - Shaker

Feio (Shorter)
Registrazione Columbia Studio B, New York City 28 gennaio, 1970
- Miles Davis - tromba
- Wayne Shorter - sax soprano
- Bennie Maupin - clarinetto basso
- Joe Zawinul - piano elettrico - Sinistro
- Chick Corea - piano elettrico - Destro
- John McLaughlin - chitarra elettrica
- Dave Holland - basso elettrico
- Billy Cobham - batteria - Sinistra
- Jack DeJohnette - batteria - Destra
- Airto Moreira - percussioni e cuíca

### Produzione
- Teo Macero – produttore discografico
- Frank Laico – ingegnere del suono (per la seduta del 19 novembre 1969)
- Stan Tonkel – Ingegnere del suono (tutte le altre sedute)
- Mark Wilder – Masterizzazione
- Mati Klarwein – Autore della copertina
- Bob Belden, Michael Cuscuna - produttore per la riedizione